# Großkrotzenburg
Großkrotzenburg è un comune tedesco di 7 505 abitanti situato nel land dell'Assia.

## Storia
Sono presenti sul suo territorio le rovine di un forte di epoca romana appartenente al sistema difensivo del limes germanico-retico.